# ソウル牙山病院
もしかして
- ソウル峨山病院

ではありませんか？